# Chroniques sauvages
Les Chroniques sauvages sont une série hebdomadaire d'émissions radiophoniques diffusées chaque samedi sur France Inter de 15 h à 16 h. Elle fut produite et animée par Robert Arnaut entre 1985 et 1996.